# 加拿大駐臺代表列表
本列表為加拿大駐中華民國（臺灣）歷任外交官名錄。雙方已無正式外交關係。

## 斷交後加拿大駐中華民國外交官
斷交後，加拿大設立加拿大駐台北貿易辦事處（Canadian Trade Office in Taipei）做為外交單位。
- Robert Kelly（加拿大商會，1986年－1988年）
- John Clayden（加拿大商會，1988年－1991年）
- Ron Berlet（外交暨國際貿易部，1991年－1995年）
- 司徒凡 Hugh Stephens（加拿大全球事务部，下同，1995年－1998年）
- 馬大維 David Mulroney（1998年－2001年）[1]
- 黎義恩 Ted Lipman（2001年－2004年）
- 侯秉東 Gordon Houlden（2004年－2006年）
- 孟貫中 Ron MacIntosh（2006年－2009年）
- 傅雷澤 Scott Fraser（2009年－2012年）
- 馬凱琳 Kathleen Mackay（2012年－2015年）[2]
- 馬禮安 Mario Ste-Marie（2015年－2018年）
- 芮喬丹 Jordan Reeves（2018年－2022年）
- 倪傑民 James Nickel（2022年9月－2025年8月）[3]
- 何曼麗 Marie-Louise Hannan（2025年－）[4]

## 外部連結
- 加拿大駐臺北貿易辦事處（Facebook）